# Pheidole megatron
Pheidole megatron  (лат.) — вид муравьёв рода Pheidole из подсемейства Myrmicinae (Formicidae). Эндемик нескольких островов западной части Индийского океана (острова Анжуан, Мвали и Гранд-Комор из группы Коморских островов).

## Описание
Мелкие муравьи (длина около 2 мм) коричневого цвета с характерными для других членов рода Pheidole большеголовыми солдатами. 
Усики рабочих и самок 12-члениковые с 3-члениковой булавой. Стебелёк между грудкой и брюшком состоит из двух члеников: петиолюса и постпетиолюса (последний четко отделен от брюшка). 
Ноги и скапус усика в сравнении с другими видами относительно короткие. У солдат индекс SI (соотношение длины скапуса к ширине головы × 100 %) = 52—55, у рабочих SI = 102—118. Индекс длины задних бёдер FI (соотношение длины заднего бедра к ширине головы, metafemur index: MFL / HW * 100) у солдат = 60—66, у рабочих FI = 117—131. Голова рабочих гладкая и блестящая (у солдат гладкая наполовину, остальная часть с морщинками). Брюшко гладкое. Промеры мелких рабочих: ширина головы — 0,47—0,52 мм, длина головы равна 0,55—0,61 мм, длина скапуса усика — 0,52—0,61 мм, длина груди — 0,63—0,72 мм.
Крупные рабочие (солдаты): длина и ширина головы примерно равны 1,1—1,3  мм, длина скапуса усика — 0,61—0,68 мм, длина груди — 0,94—1,08 мм.
Обнаружен в прибрежных кустарниковых зарослях, лесах, кокосовых плантациях на высотах до 35 м; встречаются под камнями, гнилыми ветвями, гнездятся и фуражируют на земле
.
Сходен по строению с другими эндемичными островными видами муравьёв Pheidole decepticon (эндемик нескольких островов западной части Индийского океана: остров Космоледо из группы Сейшельских островов, острова Анжуан и Майотта из группы Коморских островов, остров Жуан-ди-Нова) и Pheidole megacephala из группы Pheidole megacephala. На острове Анжуан обнаружены все три вида.

## Этимология
Видовое название Ph. megatron дано по имени героя фантазийного мира Трансформеров, робота Мегатрона. Ph. megatron был впервые описан в 2013 году американскими мирмекологами Дж. Фишером и Б. Фишером (California Academy of Sciences, Сан-Франциско, США), первые экземпляры которого они обнаружили на островах во время своих экспедиций ещё в 2008 и 2009 годах.